# Melanagromyza ustulata
Melanagromyza ustulata este o specie de muște din genul Melanagromyza, familia Agromyzidae, descrisă de Mitsuhiro Sasakawa în anul 1994. Conform Catalogue of Life specia Melanagromyza ustulata nu are subspecii cunoscute.